# Shura Cherkassky

Shura Cherkassky mit dem Israel Philharmonic Orchestra in Tel Aviv (1954)

Shura Cherkassky (russisch Александр Исаакович (Шура) Черкасский Alexander Issaakowitsch (Schura) Tscherkasski; * 7. Oktober 1909 in Odessa; † 29. Dezember 1995 in London) war ein russisch-US-amerikanischer Pianist aus Südrussland. Er war Jude und kam als Kind in die USA und verbrachte die letzten 34 Jahre seines Lebens in London.

## Leben
Mit der Familie vor der Oktoberrevolution in die Vereinigten Staaten geflohen, studierte Cherkassky am Curtis Institute of Music in Philadelphia bei Józef Hofmann. Sein Debüt hatte er mit 11 Jahren in Baltimore. Er ging schon mit 16 Jahren auf Tourneen. Er konzertierte mit der New York Symphony Society unter Walter Damrosch und spielte 1923 im Weißen Haus. 1928 machte er eine Konzertreise nach Australien und Neuseeland. Zu eigentlichem Weltruhm kam er erst nach dem Zweiten Weltkrieg, als die Epigonen von Franz Liszt und Moritz Moszkowski nicht mehr den Ton angaben. 1946 zog er nach Kalifornien. Die im selben Jahr geschlossene Ehe mit der Litauerin Genia Ganz hielt nur zwei Jahre. Ab 1961 lebte er in London. Die Sowjetunion bereiste er 1976, 1977 und 1987. Er gab viele Klavierabende in New Yorks jüdischem Kulturzentrum 92nd Street Y. Es ehrte ihn 1986 mit der Stiftung des Shura Cherkassky Recital Award für begabte Nachwuchspianisten. Beigesetzt wurde er auf dem Highgate Cemetery.
Cherkasskys Repertoire reichte von Johann Sebastian Bach bis zu Charles Ives, Paul Hindemith, Luciano Berio und György Ligeti. Zu besonderer Entfaltung kam diese Vielseitigkeit in Bilder einer Ausstellung. Zu seinem „80.“ (eigentlich 82.) Geburtstag spielte er 1991 in der Carnegie Hall Schumann, Chopin, Bach-Busoni und Tchaikovsky-Pabst.
Seit dem großen Hamburg-Erfolg mit Hans Schmidt-Isserstedt (November 1949) war er in Westdeutschland und Österreich bis zu seinem Lebensende sehr populär.